# Kyle Alexander
Kyle John Solomon Alexander (Scarborough, Ontario, 21 de octubre de 1996) es un baloncestista canadiense que pertenece a la plantilla del Türk Telekom de la BSL. Con 2,08 metros de estatura, juega en la posición de pívot. Es hermano de la también jugadora de baloncesto Kayla Alexander.

## Trayectoria deportiva

### Instituto
Kyle nació en Scarborough, Ontario, creció en Milton, Ontario, y asistió a Orangeville Prep en Orangeville, Ontario, donde originalmente jugaría al fútbol y al voleibol antes de comenzar con el baloncesto en su tercer año. Allí se convertiría en compañero de Jamal Murray. Además también disputó la AAU con la CIA Bounce, nuevamente formando equipo con Murray.

### Universidad
Jugó cuatro temporadas con los Volunteers de la Universidad de Tennessee, en las que promedió 4,6 puntos, 4,9 rebotes y 1,4 tapones por partido. Acabó su carrera como segundo máximo taponador de la historia de su universidad, con 185. Ayudó a llevar al equipo a los Sweet Sixteen, con un 61,4 por ciento de tiros de campo y 42,9 por ciento desde el triple.

#### Estadísticas
| Año     | Equipo    | PJ  | PT  | MPP  | %TC  | %3P   | %TL  | RPP | APP | ROB | TPP | PPP |
| ------- | --------- | --- | --- | ---- | ---- | ----- | ---- | --- | --- | --- | --- | --- |
| 2015–16 | Tennessee | 32  | 11  | 12.2 | .432 | –     | .656 | 3.2 | .1  | .2  | 1.0 | 1.7 |
| 2016–17 | Tennessee | 32  | 23  | 14.0 | .466 | .167  | .500 | 4.0 | .2  | .2  | 1.0 | 3.3 |
| 2017–18 | Tennessee | 34  | 34  | 20.3 | .681 | 1.000 | .712 | 5.6 | .3  | .6  | 1.7 | 5.6 |
| 2018–19 | Tennessee | 37  | 37  | 23.8 | .619 | .429  | .658 | 6.7 | .5  | .5  | 1.7 | 7.4 |
| Total   | Total     | 135 | 105 | 17.8 | .587 | .357  | .638 | 4.9 | .3  | .3  | 1.4 | 4.6 |

### Profesional
Tras no ser elegido en el Draft de la NBA de 2019, firmó con los Miami Heat para disputar las Ligas de Verano de la NBA, en las que en ocho partidos promedió 4,2 puntos, 6,2 rebotes y 1,4 tapones. Jugó posteriormente la pretemporada de los Heat, aunque finalmente fue asignado a su filial en le G League, los Sioux Falls Skyforce.
El 15 de enero de 2020 firmó un contrato dual con los Heat.
El 2 de diciembre de 2020, el Urbas Fuenlabrada de la liga ACB anuncia un acuerdo con el jugador a expensas del reconocimiento médico.
El 22 de julio de 2022 regresó a la ACB para fichar por el Valencia Basket.
El 26 de julio de 2023 firma por el Hapoel Tel Aviv B.C. de la Ligat Winner, la primera categoría del baloncesto israelí.
El 11 de julio de 2024 firma por el Türk Telekom de la Basketbol Süper Ligi (BSL) turca.

### Selección nacional
Durante agosto y septiembre de 2023 fue integrante de la selección de Canadá que participó en el Mundial de 2023 celebrado en Asia, y que consiguió el bronce, tras vencer a Estados Unidos en la final de consolación.

## Estadísticas de su carrera en la NBA

### Temporada regular
| Año     | Equipo | PJ | PT | MPP | %TC  | %3P | %TL | RPP | APP | ROB | TPP | PPP |
| ------- | ------ | -- | -- | --- | ---- | --- | --- | --- | --- | --- | --- | --- |
| 2019-20 | Miami  | 2  | 0  | 6.7 | .500 | –   | –   | 1.5 | .0  | .0  | .0  | 1.0 |
| Total   | Total  | 2  | 0  | 6.7 | .500 | –   | –   | 1.5 | .0  | .0  | .0  | 1.0 |